# Parafia św. Jana Apostoła w Ełku
Parafia Świętego Jana Apostoła i Ewangelisty w Ełku – parafia rzymskokatolicka należąca do dekanatu Ełk – Świętej Rodziny diecezji ełckiej.

## Historia
Parafia została erygowana 1 lipca 1991 roku, przez bp Edmunda Piszcza. Została ona wydzielona z parafii Najświętszego Serca Jezusowego.
W latach 1991–1996 zbudowano tymczasową kaplicę, na placu poświęconym przez bp Józef Wysocki. Pierwszym proboszczem został ks. prałat Ryszard Gwiazdowski. 1 lipca 2000 roku nowym proboszczem został ks.kan. Jan Skorupski. W 2001 roku podjęto decyzję o budowie nowego kościoła. Podczas wizytacji kanonicznej 10 kwietnia 2005 roku bp Jerzy Mazur poświęcił plac pod budowę kościoła. 26 września 2006 roku Diecezjalna Komisja ds. Architektury i Sztuki Sakralnej zatwierdziła projekt budowy kościoła wykonany przez architekta z Warszawy prof. Andrzeja Miklaszewskiego. 24 maja 2007 r. w czasie mszy świętej sprawowanej w budującym się kościele biskup ełcki Jerzy Mazur SVD dokonał wmurowania kamienia węgielnego, który pochodzi z ogrodu Oliwnego (Ziemia Święta). W prezbiterium kościoła w kaplicy bocznej widnieje obraz Jezusa Miłosiernego oraz otaczana czcią wiernych ikona Matki Bożej Bolesnej. Z tego powodu bp Jerzy Mazur SVD dnia 10 lutego 2011 roku, dekretem ustanowił w parafii (drugorzędny) odpust, który przypada 15 września. W czasie nawiedzenia kopii obrazu Matki Bożej Częstochowskiej 4 czerwca 2014 roku, bp Jerzy Mazur SVD pobłogosławił nowo wybudowany kościół parafialny.

## Proboszczowie
- 1991–2000 – ks. prałat Ryszard Gwiazdowski
- od 2000 – ks. kan.  Jan Skorupski